# ایستگاه متروی کویینزبوری
ایستگاه کویینزبری یک ایستگاه از خط بیکرلو و از خطوط متروی لندن است.که در منطقه کوییزنبری قرار دارد و در ۱۶ دسامبر ۱۹۳۴ افتتاح شده‌است.

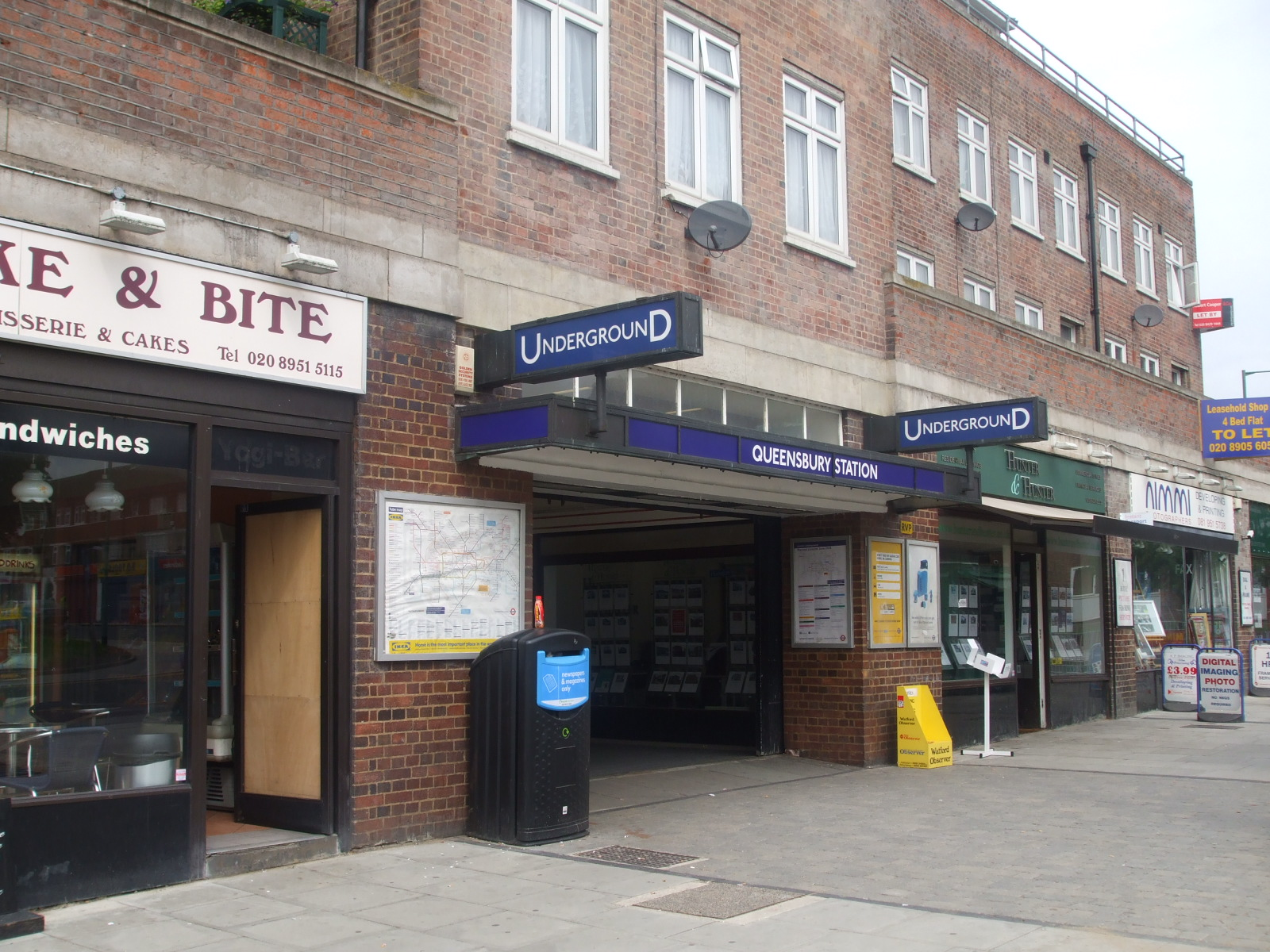

## نگارخانه

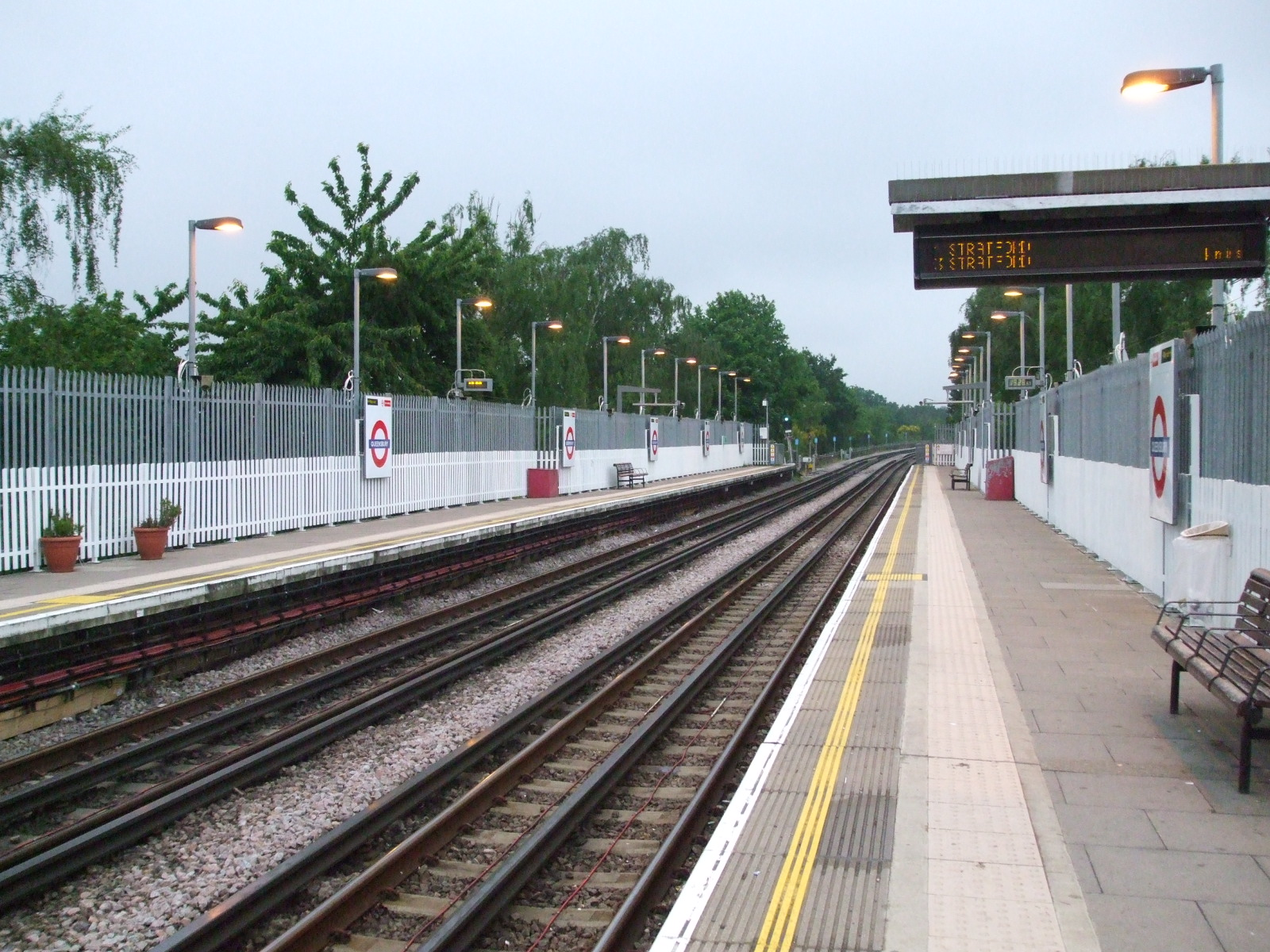
Looking north ("westbound")
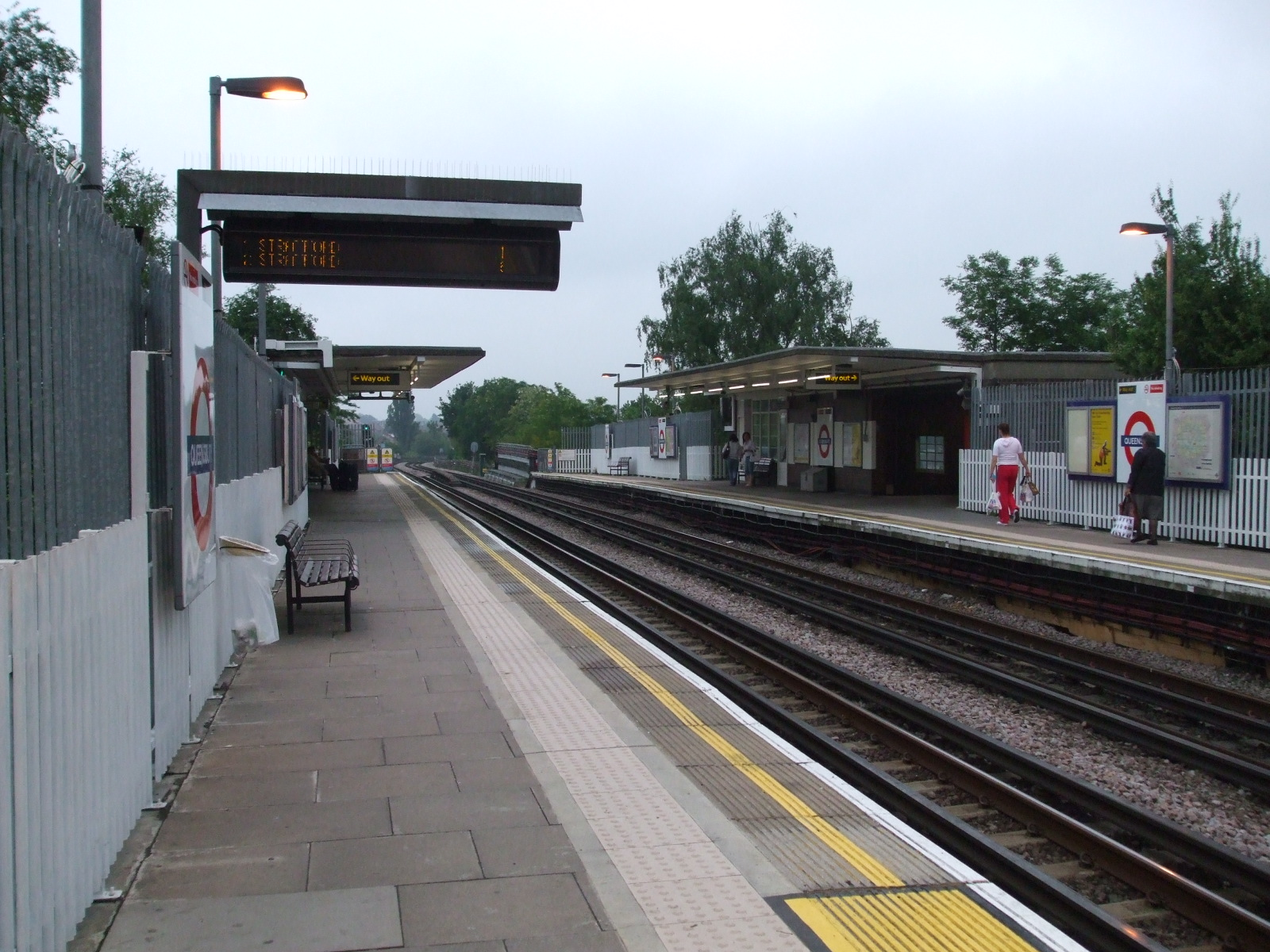
Looking south ("eastbound")

چرینگ